# アオイトリ
「アオイトリ」は、fumikaの楽曲。大西省吾・田中秀典が作詞、大西省吾が作曲を手掛けた。fumikaの1枚目のシングルとして2011年6月8日にアリオラジャパンから発売された。

## 解説
2010年8月のレコチョクオーディショングランプリ獲得から10か月、同年11月リリースのメジャーデビュー作となる配信限定楽曲「snowflakes」から6か月強でのリリースとなったCDデビュー作品。
通常盤、初回生産限定盤・期間限定生産の3形態で発売。初回盤にはミュージック・ビデオ等が収録されたDVDが同梱されている。また期間限定生産盤はタイアップ作品である『BLEACH』のオリジナル書き下ろしイラスト・アナログサイズジャケット仕様となっているほか、収録曲も一部変更されている。

## 収録曲
通常盤・初回生産限定盤
1. アオイトリ [4:22]
作詞：田中秀典・大西省吾、作曲：大西省吾、編曲：玉井健二・釣俊輔
  - テレビ東京系アニメ『BLEACH』28代目エンディングテーマ（2011年4月12日 - 7月5日放送分）。
2. 天国のドア [5:39]
作詞：Jane・玉井健二、作曲：矢田亨、編曲：蔦谷好位置
  - レコチョクオーディショングランプリ獲得曲。2010年9月1日からソニー・ミュージックエンタテインメントで配信されていた[2]。
3. 奏（かなで） [5:30]
作詞・作曲：大橋卓弥・常田真太郎、編曲：釣俊輔
  - 2004年に発表されたスキマスイッチの同名曲のカバー。
4. アオイトリ（instrumental）

期間限定生産盤
1. アオイトリ
2. 天国のドア
3. 奏（かなで）
4. アオイトリ（instrumental）
5. アオイトリ（アニメサイズ） [1:32]
6. アオイトリ（instrumental アニメサイズ） [1:29]

DVD（初回生産限定盤のみ）
1. アオイトリ（Music Video）
2. アオイトリ（メイキング映像）

## 収録アルバム
- 『POP SISTER』(#1, #2)